# 若懷抱夢想有時也會受傷
《若懷抱夢想有時也會受傷》（日语：夢を見れば傷つくこともある）是日本二人組合近畿小子的第35張單曲，於2015年11月18日由傑尼斯娛樂唱片公司發行。

## 概要
- 近畿小子的第35張單曲「若懷抱夢想有時也會受傷」是由日本知名詞曲作家秋元康譜詞的歌曲，敘述無論遇到什麼艱難困苦的事情，都要抬頭挺胸！人生就是不停地努力與嘗試，是近畿小子所獻給大家的應援歌曲。本作品被收錄的全7曲，全部都是應援歌曲。[5]
- 同時推出初回版A、初回版B、普通版，封面各不同。
- 初回版A所附贈之DVD收錄「若懷抱夢想有時也會受傷」音樂錄影帶（type A）與幕後花絮
- 初回版B所附贈之DVD收錄「若懷抱夢想有時也會受傷」音樂錄影帶（type B）
- 「不同的路，同一片天空。」僅收錄於初回版A中。
- 「心跳，萬千」及「再一次相信」僅收錄於初回版B中。
- 「答案」、「還有這顆心」以及「Alright！」三首歌曲僅收錄於普通版中。
- 本單曲延續紀錄，成為自出道以來新入Oricon銷量榜即奪取週間第一位的連續第35張單曲。初動共15.5萬張。[6]

## 收錄歌曲

### 初回限定盤A
CD
1. 若懷抱夢想有時也會受傷（夢を見れば傷つくこともある）
  - 作詞：秋元康
  - 作曲：伊秩弘将
  - 編曲：家原正樹

秋元康、伊秩弘将這個組合也曾一起創作歌曲「SNOW! SNOW! SNOW!」。
2. 不同的路，同一片天空。（ちがう道、おなじ空。）
  - 作詞・作曲・編曲：市川喜康、マシコタツロウ、ha-j
3. 若懷抱夢想有時也會受傷 – Backing Track -

DVD
1. 「若懷抱夢想有時也會受傷」 - 音樂錄影帶 type A & 幕後花絮

### 初回限定盤B
CD
1. 若懷抱夢想有時也會受傷
2. 心跳，萬千（鼓動、千々に）
  - 作詞・作曲：井手コウジ
  - 編曲：鈴木雅也）
3. 再一次相信（もう一度信じて）
  - 作詞：タイラヨオ
  - 作曲：大塚郁
  - 編曲：浅野尚志）

DVD
1. 「若懷抱夢想有時也會受傷」 - 音樂錄影帶 type B

### 通常盤
CD
1. 若懷抱夢想有時也會受傷
2. 答案
  - 作詞：松井五郎
  - 作曲：馬飼野康二
  - 編曲：武部聡志
3. 還有這顆心（ココロがあったんだ）
  - 作詞：松井五郎
  - 作曲：織田哲郎
  - 編曲：CHOKKAKU
4. Alright!
  - 作詞・作曲・編曲：堂島孝平

## 外部連結
- 夢を見れば傷つくこともある - KinKi Kids (Johnny's Net) （页面存档备份，存于）
- 夢を見れば傷つくこともある - KinKi Kids (Johnny's Entertainment) （页面存档备份，存于）